# مقاطعة روزبود (مونتانا)
مقاطعة روزبود (بالإنجليزية: Rosebud County)‏ هي إحدى مقاطعات ولاية مونتانا في الولايات المتحدة الأمريكية.